# Olive
 (août 2025).
Pour les articles homonymes, voir Olive (homonymie).

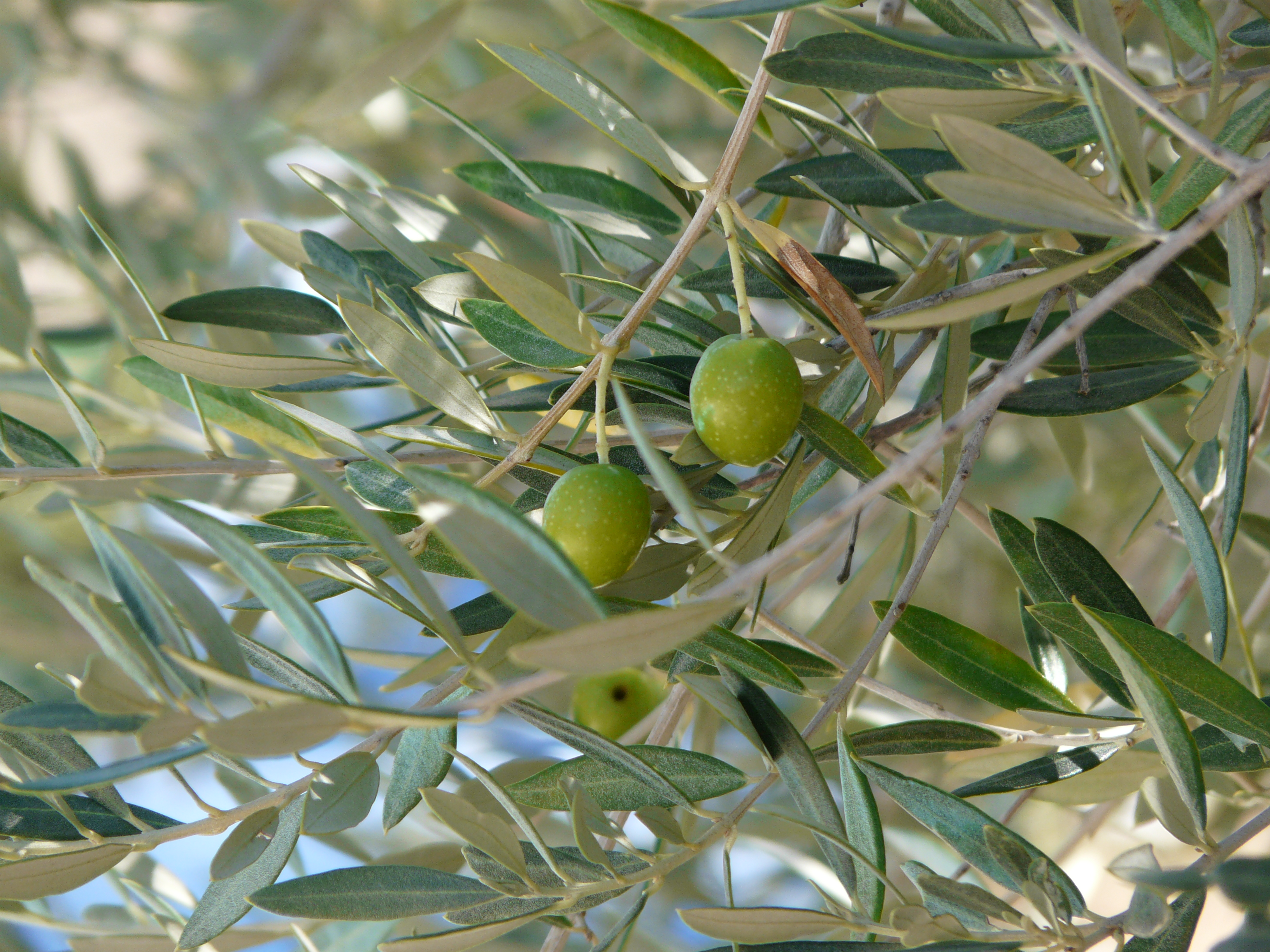
Des olives vertes sur leur branche.

L’olive est le fruit de l'olivier, un arbre fruitier caractéristique de la région méditerranéenne. Sur le plan botanique, il s'agit d'une drupe, à peau lisse, à mésocarpe charnu riche en lipide, renfermant un noyau ligneux, qui contient une graine. Sa forme ovoïde est typique. Sa couleur, d'abord verte, vire au noir à maturité complète chez la plupart des variétés. La maturité est atteinte entre octobre et décembre dans l'hémisphère nord.

## Histoire

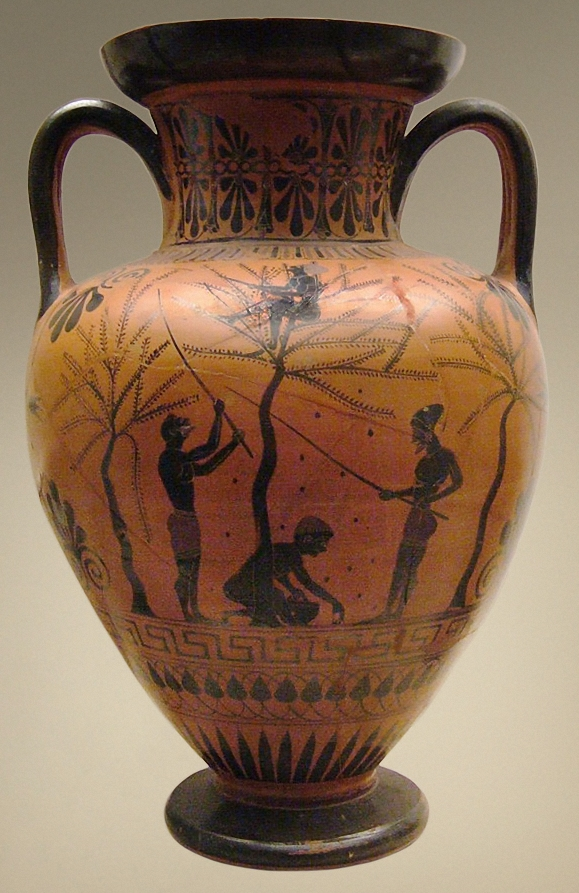
Gaulage des olives sur une amphore attique à figures noires, v. 520 av. J.-C., British Museum.

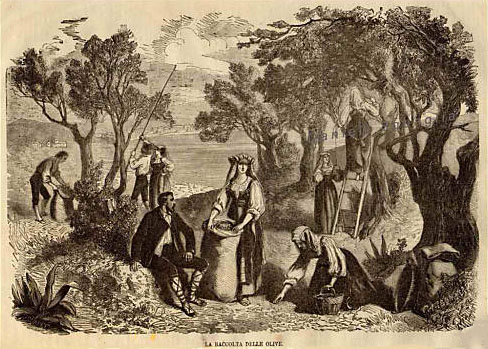
Récolte des olives représentée sur une gravure italienne du XIXe siècle.

Au IIIe siècle av. J.-C., Théophraste fait mention de l'huile appelée « omotribe » dans son traité Des odeurs, et dit qu'on la tirait d'olives « phaulies », la plus grosse espèce, qui contient beaucoup de chair et dont le noyau est très petit. Les olives sont une garniture fréquente, qu'elles soient crues ou confites.

## Condiment et huile

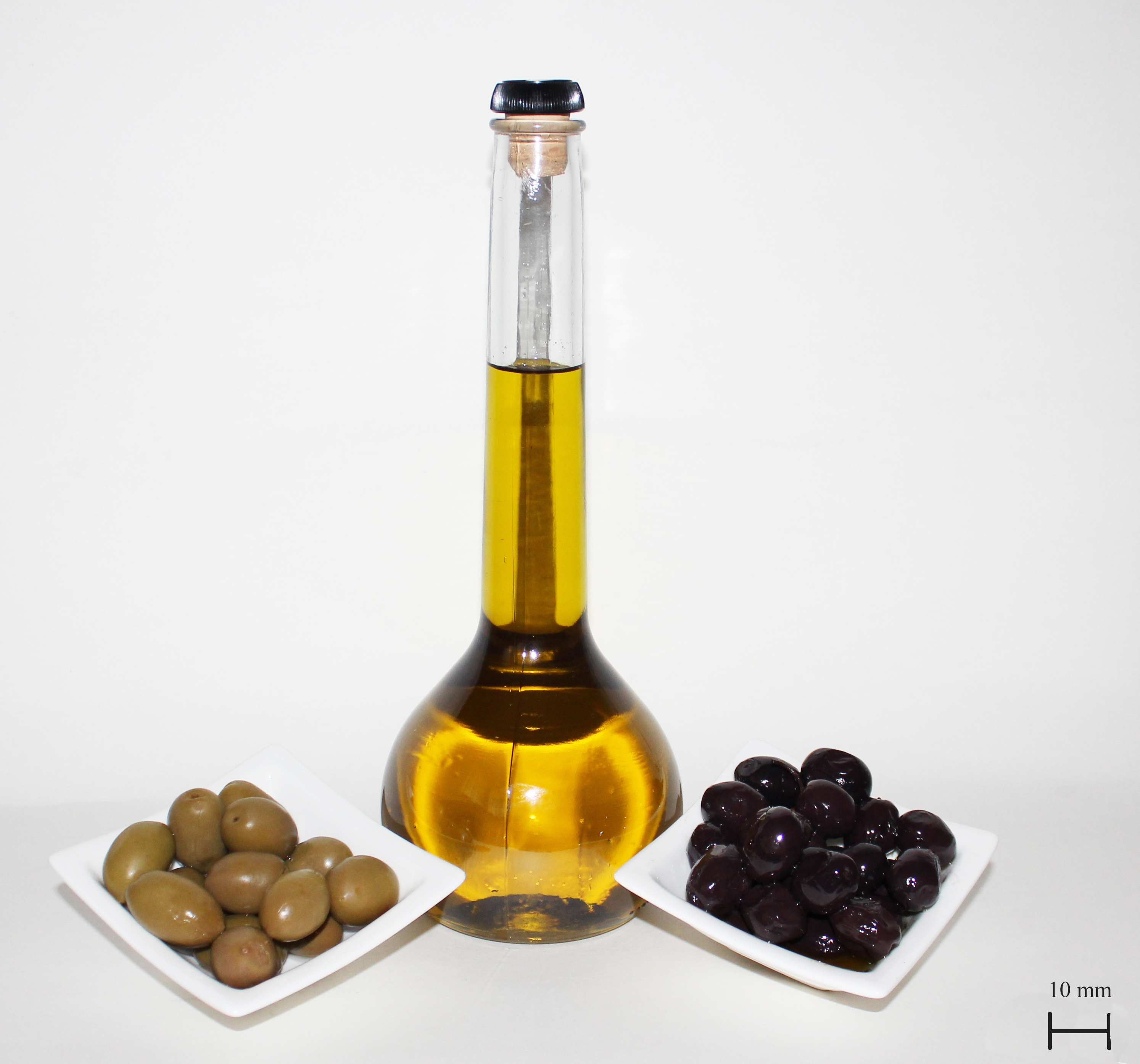
Huile d'olive dans un contenant en verre.

L'olive peut être utilisée comme condiment (olive de table). Elle n'est pas consommable sans traitement préalable. Des traitements permettent en général d'en diminuer l'amertume (voir plus bas). L'olive de table entre dans certaines préparations culinaires comme la tapenade et dans certaines recettes de cuisine, comme le canard aux olives.
Son utilisation principale est cependant en huile, par le biais d'un procédé d'extraction.

## Récolte
La récolte des olives s'effectue dans l'arbre ou au sol, à la main ou avec des peignes, ou bien à l'aide de filets étendus sous les arbres, après avoir fait tomber les olives au moyen d'une longue perche ou d'une machine qui secoue les arbres.
La récolte des olives s'effectue durant l'automne (olives de table) ou entre novembre et février (olives dont on veut extraire l'huile). Le pressage et l'extraction ont lieu de préférence le jour de la cueillette, afin de préserver les fruits de toute transformation chimique (fermentation, oxydation).

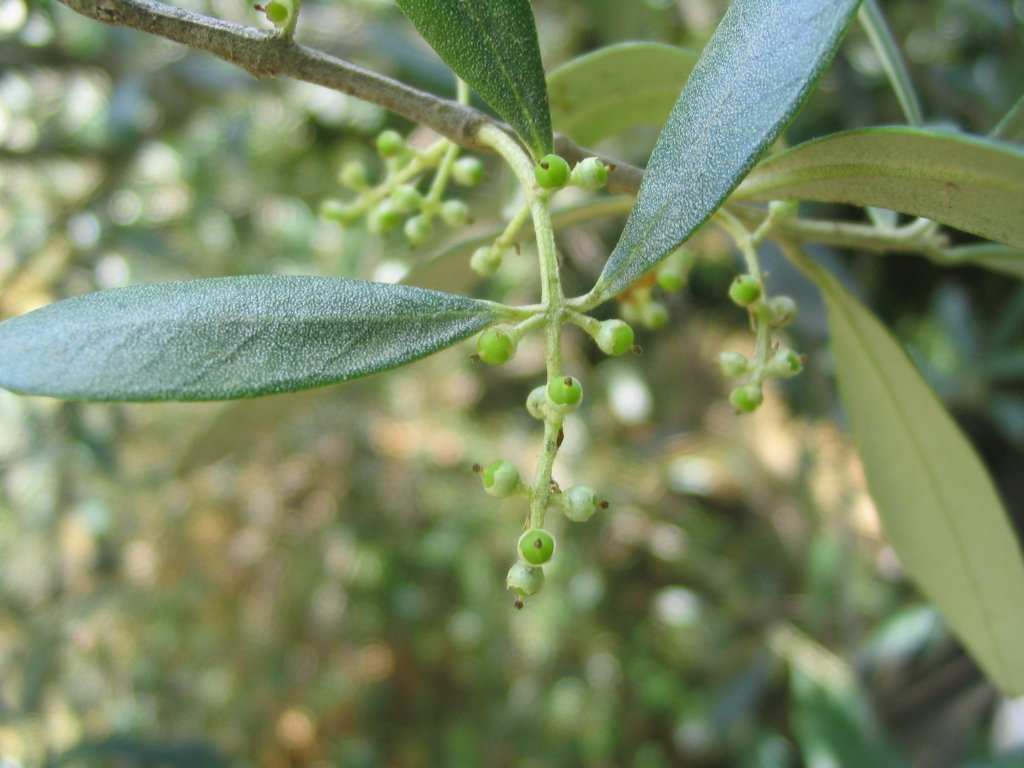
Début du développement des olives sur leur rameau.

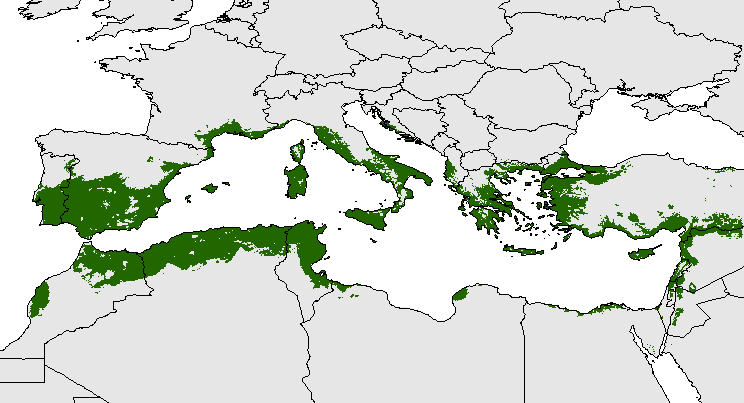
Distribution potentielle d'olive en zone de Méditerranée (Oteros, 2014).

## Composition des olives mûres

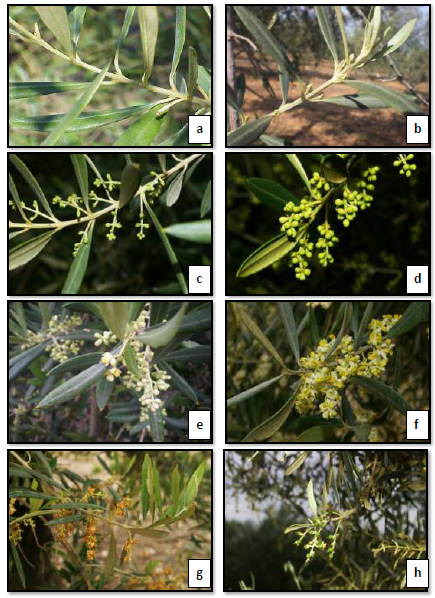
Phénologie de la floraison des olives. Scala BBCH: a-50, B-51, C-54, d-57 (<15 fleurs ouvertes); f-65 (> 15% fleurs ouvertes); g-67 (<15% fleurs ouvertes); h-68 (Oteros et al., 2013).

| Composition des olives : statistiques sur les valeurs moyennes de 60 variétés françaises[réf. nécessaire] | Composition des olives : statistiques sur les valeurs moyennes de 60 variétés françaises[réf. nécessaire] | Composition des olives : statistiques sur les valeurs moyennes de 60 variétés françaises[réf. nécessaire] | Composition des olives : statistiques sur les valeurs moyennes de 60 variétés françaises[réf. nécessaire] | Composition des olives : statistiques sur les valeurs moyennes de 60 variétés françaises[réf. nécessaire] | Composition des olives : statistiques sur les valeurs moyennes de 60 variétés françaises[réf. nécessaire] | Composition des olives : statistiques sur les valeurs moyennes de 60 variétés françaises[réf. nécessaire] |
| --- | --- | --- | --- | --- | --- | --- |
| (pulpe et noyau)                                                                                          | (pulpe et noyau)                                                                                          | (pulpe et noyau)                                                                                          | Moyenne centrée                                                                                           | Minimum                                                                                                   | Maximum                                                                                                   | |
| Poids moyen des fruits                                                                                    | Poids moyen des fruits                                                                                    | Poids moyen des fruits                                                                                    | 2,54 g | 1,11 g | 5,50 g | |
| Teneur en huile                                                                                           | Teneur en huile                                                                                           | Teneur en huile                                                                                           | 18,5 % | 12,4 % | 27,5 % | |
| Teneur en eau                                                                                             | Teneur en eau                                                                                             | Teneur en eau                                                                                             | 55,2 % | 39,0 % | 67,2 % | |
| Teneur en matière sèche non grasse                                                                        | Teneur en matière sèche non grasse                                                                        | Teneur en matière sèche non grasse                                                                        | 26,3 % | 18,1 % | 38,4 % | |
| Rendement biologique                                                                                      | Rendement biologique                                                                                      | Rendement biologique                                                                                      | 0,72 | 0,43 | 1,05 | |
| Poids moyen de matière sèche par fruit                                                                    | Poids moyen de matière sèche par fruit                                                                    | Poids moyen de matière sèche par fruit                                                                    | 1,14 g | 0,56 g | 2,11 g | |
| Rendement moulin calculé                                                                                  | Rendement moulin calculé                                                                                  | Rendement moulin calculé                                                                                  | 17,1 % | 10,8 % | 27,0 % | |

## Production

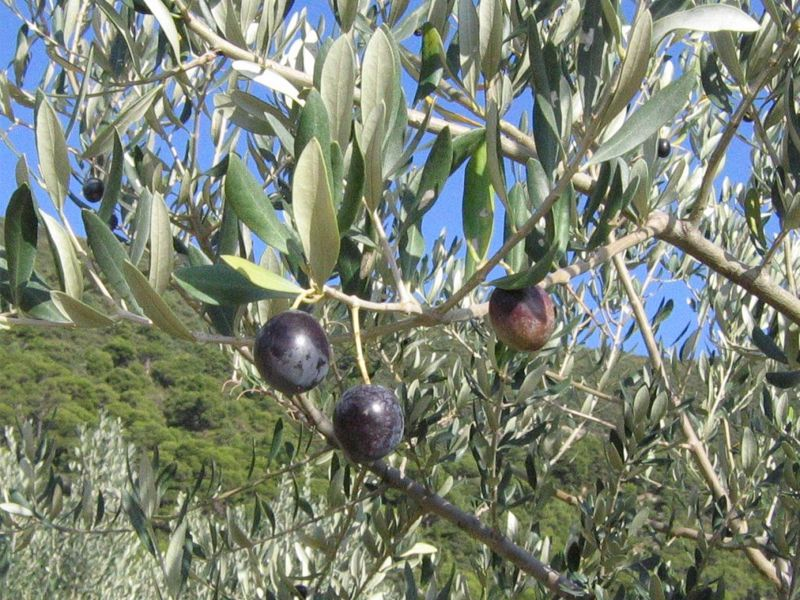
Des olives noires de Nyons sur leur branche.

| 1                | Espagne  | 5 965 080 |
| 2                | Italie   | 2 194 110 |
| 3                | Maroc    | 1 912 238 |
| 4                | Turquie  | 1 525 000 |
| 5                | Grèce    | 1 228 130 |
| 6                | Égypte   | 1 080 091 |
| 7                | Portugal | 997 040   |
| 8                | Tunisie  | 876 877   |
| 9                | Algérie  | 868 754   |
| 10               | Syrie    | 844 316   |
| Source : FAOSTAT |          |           |

## Commerce

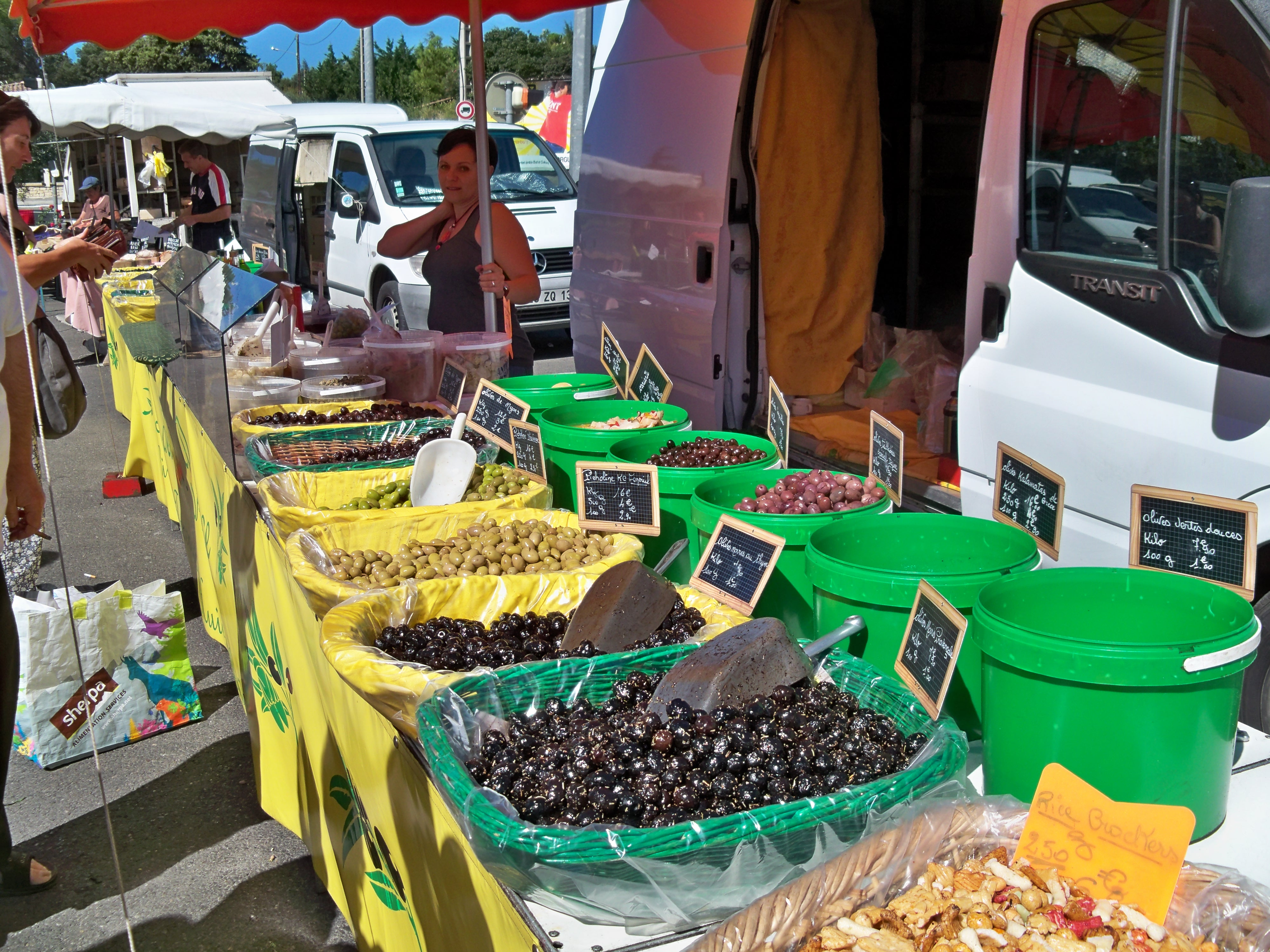
Stand d'olives sur un marché provençal.

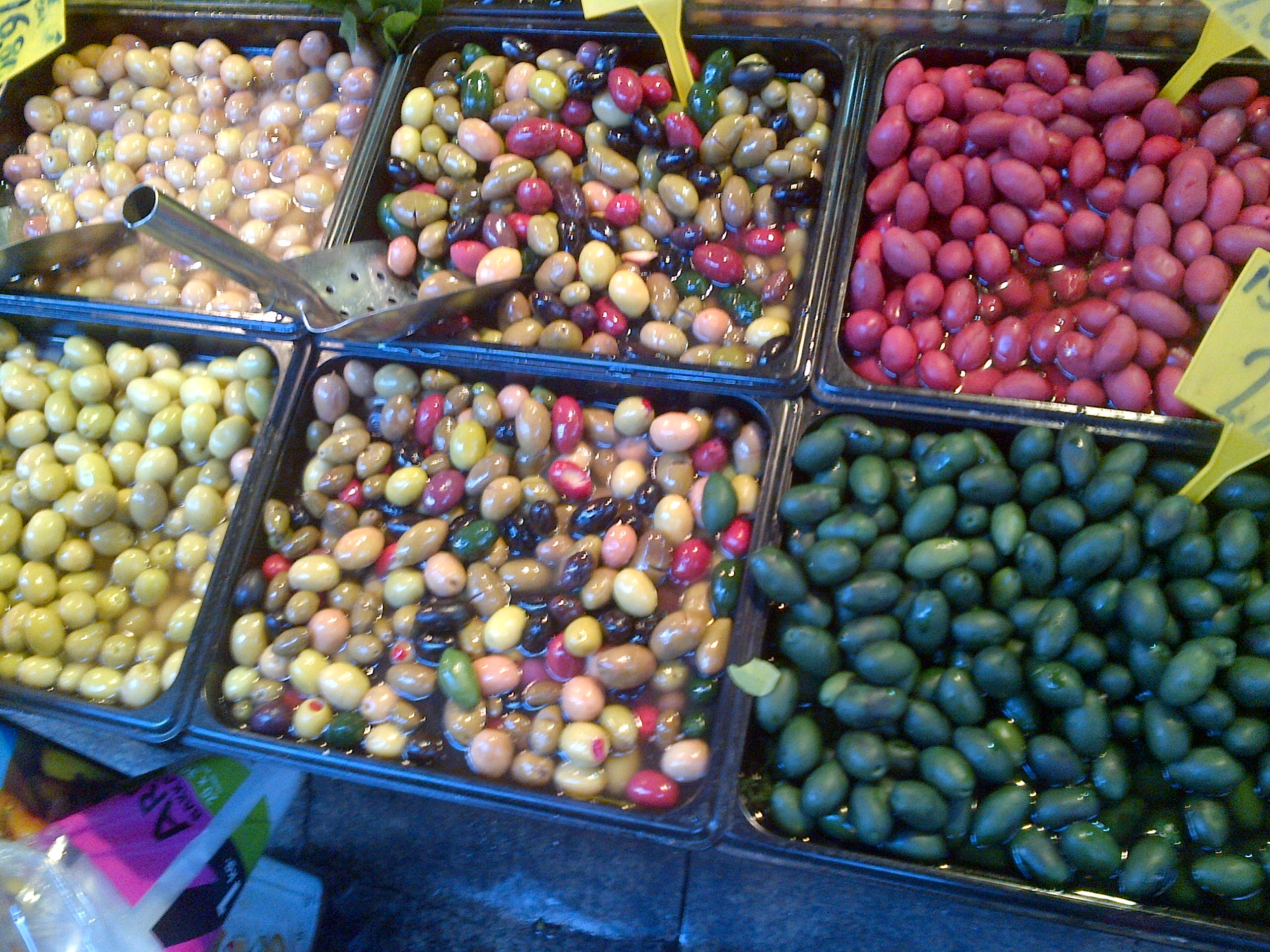
Olives colorées, très à la mode depuis plusieurs années en Turquie, au marché historique de Kadıköy, Istanbul.

Les olives vertes, non toxiques mais immangeables en raison de la présence d'un tanin qui les rend très amères, l'oleuropéine, sont rendues consommables par leurs préparations commerciales qui éliminent ce tanin : olives vertes confites en saumure (rinçage avec une lessive alcaline, puis saumurage qui produit une fermentation lactique bactérienne) ; olives vertes au naturel en saumure (traitées directement à la saumure, sans rinçage à la soude). Les olives tournantes sont obtenues à partir de fruits de teinte rose, rose vineux ou brune, récoltés à la véraison ou avant complète maturité. Les olives noires sont obtenues à partir de fruits récoltés au moment où ils ont atteint leur complète maturité, ou peu avant, leur coloration pouvant ainsi varier.
Ce sont les pays producteurs d'huile d'olive qui sont les principaux consommateurs.
En parts de marché, les pays de l'UE représentent 71 % de la consommation (Italie 30 %, Espagne 20 %, Grèce 15 %) et les États-Unis représentent seulement 8 % du marché mondial.[réf. nécessaire]
Sous-produits : ce sont les peaux, la pulpe et les noyaux.
- Les noyaux sont des sous-produits valorisés pour produire de la chaleur (On fabrique des briquettes de charbon à partir de noyaux d’olives[11] ou de grignons), et un béton allégé et en partie d'origine végétale a été mis sur le marché en 2013. Il contient des fibres végétales et des noyaux d'olives qui y remplacent des billes de polystyrène[12].

## Santé
Les olives (tout particulièrement celles qui n'ont pas été l'objet du processus de saumure de style espagnol [réf. nécessaire]) sont riches en antioxydants tels que des actéosides, de l'hydroxytyrosol, du tyrosol et des acides phényl-propioniques. Ces composés ont pour effet direct de limiter le développement initial d'un cancer. L'ajout de gluconate de fer, couramment utilisé dans des conserves d'olives, a malheureusement pour effet de réduire de façon importante les teneurs en composés phénoliques, tout particulièrement l'hydroxytyrosol.
L'huile d'olive, tout particulièrement quand elle est extra-vierge, contient des petites quantités d'hydroxytyrosol et de tyrosol, mais contient également des secoiridoïdes et des lignanes en abondance, qui sont associés au ralentissement de la progression du cancer.
Aussi bien les olives que l'huile d'olive contiennent des quantités importantes d'autres composés réputés anticancéreux (par exemple, le squalène et les terpénoïdes), et contiennent également de l'acide oléique. Il semble probable que la consommation d'olives et d'huile d'olive en Europe du Sud représente une contribution importante aux effets bénéfiques
pour la santé du régime méditerranéen,.

## Calendrier républicain
- Dans le calendrier républicain, l'Olive était le 29e jour du mois de frimaire[15].